# Drömde mig en dröm i natt
Drömde mig en dröm i natt är Nordens äldsta profana visa, nedskriven som en avslutande kommentar med runor och koralnotskrift i  Codex Runicus, en avskrift av Skånelagen skriven runt år 1300.

## Vistext
Texten till visan lyder så här:
Drømde mik en drøm i nat um
silki ok ærlik pæl
Det finns flera tolkningar av denna text då det är oklart vad orden 'silki' och 'ærlik pæl' står för. Ofta upprepade tolkningar är att texten betyder:
| - Drömde mig en dröm i natt om silke och ädel päls - Drömde mig en dröm i natt om silke och kostbart kläde |

Dessa tolkningar grundar sig på att ordet silki på 1200-talet betydde just silke. Det finns också en medeltida ballad, "Palle Boosons visa" med en versrad i just betydelsen dyrbara kläder: "Han kläder sig i silke, så och i ädel päll..".
Denna tolkning har dock ifrågasatts i det att den inte tar hänsyn till den kontext i vilken visan är skriven.
Codex Runicus är en lagbok som avslutas med en gränsläggningstext och avskriften har sannolikt kostat en del skrivarmöda, och visan bör då kanske vara en sista kommentar och from förhoppning om en bättre framtid, till lag och ordning, snarare än till ett liv i lyx. I detta perspektiv skulle då tolkningar som
| - Drömde mig en dröm i natt om likhet och ärligt mått - Drömde mig en dröm i natt om rättvisa och ärligt spel |

passa bättre in. Ordet silki skulle kunna passa med det gamla ordet siliki, 'lik' eller 'likadan'. 
Orden 'ærlik pæl' skulle kunna passa med 'ärligt mått': Pæl eller pel är ett gammalt ord för 'mått', ordet ærlik används i betydelsen 'ärlig' redan på Codex Runicus första sida.
Till detta har framförts att avsikten kunde ha varit att vara tvetydig så att den senare tolkning kunde rymmas i den förra (på den tiden välkända) tolkningen som klädedräkt.

## Notbild
Notbilden till visan har tolkats på olika sätt. I Tobias Norlinds tolkning menade han den vara en tidig variant till Staffansvisan. 
Norlind gjorde dock inga försök att tolka låten rytmiskt.
I en annan version som under många år varit Danmarks Radios pausmelodi
har första halvan av noten tolkats meddelst trokeisk rytm:
Melodin kan också jämföras med en communion tillskriven Leoninus (Pascha nostrum immolatus). Detta skulle stärka antagandet att melodin går i jämn taktart. Likaså de avslutande figurerna som bör indelas i grupperingar om fyra.
Utifrån kunskap om uppbyggnaden av folkmelodier som traderats sedan medeltiden visar sig visan utmärkt väl även kunna tolkas som en sådan dansmelodi om 4+4 takter:

Melodin finns inspelad på fonogram ett antal gånger. Vanligtvis använder man då den tidiga meloditolkningen (DR:s pausmelodi) och bygger ut denna med egen fri improvisation som ofta inte bygger på en direkt uttydning av de återstående noterna efter vistexten. En sådan tolkning är:

## Kontext
Sista sidan av Codex Runicus där visan finns upptecknad, är en gränsläggningstext som anger gränsmärken mellan Sverige och Danmark.
Den sista sidan har textraderna (transkriberade runor, se länk nedan):
i : grænifal : af :  græifal : ok : i : skat
amosa : af : skatamosa : ok : i : hiort
as : af : hiortas : ok : i : nizærkuith :
af : nizærkuith : ok : i : domnærmos
æ : af : domnærmosæ : ok : i : dumpn : af :
dumpn : ok : i : østrahaf : mæLlin :
blekong : ok møre : uar : fathir : thæ
r : i : himmiriki : ær : gøme : tuli : f
ran : ????? : ok : ????? : h????? :
(därefter följer visan)
eller med modernare skrivsätt och uppdelning
... i grænifal
af græifal ok i skatamosa
af skatamosa ok i hiortas
af hiortas ok i nizærkuith
af nizærkuith ok i domnærmosæ
af domnærmosæ ok i dumpn
af dumpn ok i østrahaf mæLlin blekong ok møre
uar fathir thær i himmiriki ær gøme tuli fran ????? ok ????? h?????
Vissa av gränsdragningspunkterna känns igen från bl.a. västgötalagen. 
Gränsen som skiljer svearnas och danernas rike börjar på Danaholmen 
(utanför nuv. Göteborg) och slutar i östersjön mellan Blekinge och Möre
(ett av Smålands "småländer" och historiskt landskap i dåvarnde svearnas rike, i nuv. södra Kalmar län).
Den därpå följande texten
uar fathir thær i himmiriki ær gøme tuli fran ????? ok ????? h?????
är minst lika gåtfull som visan. Vad står där och varför? 
Tre av orden har dessutom gjorts oläsliga.
Orden 'göme tuli' är de mest svårtolkade, men från sammanhanget ser det ut att kunna betyda:
Vår fader där i himmelriket är, bevara oss från ????? och ????? h?????
De oläsliga orden bör då vara namn. Att dessa gjorts oläsliga antyder att här stått något mycket kontroversiellt som måst raderas, samt att denna mening sannolikt ursprungligen är runpräntarens eget tillägg och kommentar till gränsläggningstexten, liksom visan är det.